# Anstey Castle

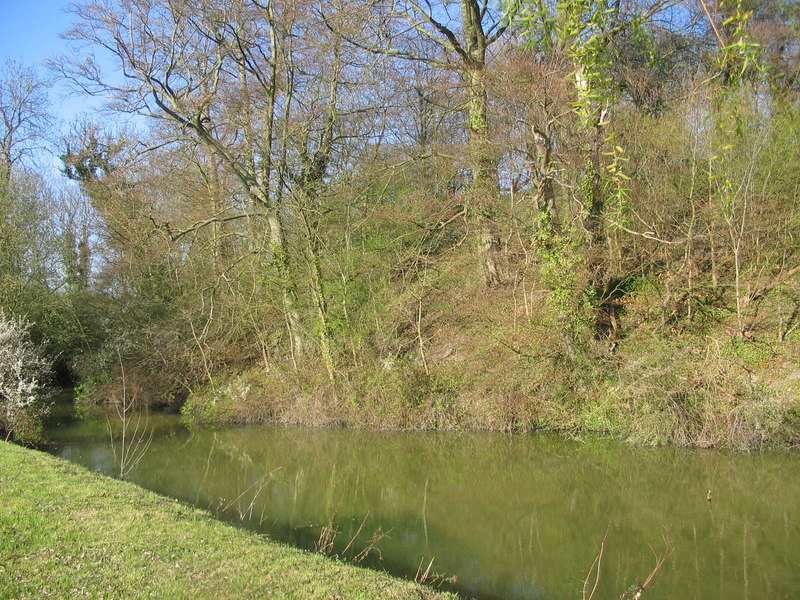
Anstey Castle

Anstey Castle ist eine Burgruine im Dorf Anstey in der englischen Grafschaft Hertfordshire.
Die steinerne Motte ließ Eustace, Graf von Boulogne, im 12. Jahrhundert errichten. Diese Festung wurde während des Magna-Carta-Krieges 1215–1216 von einem Gegner von König Johann Ohneland verstärkt. Nur der Burghügel ist bis heute erhalten.